# Christine Kaufmann
Christine Maria Kaufmann (Lengdorf, 11 de janeiro de 1945 – Munique, 28 de março de 2017) foi uma atriz alemã, nascida na região da Estíria, então Alemanha e hoje pertencente à Áustria, filha de um oficial alemão da Luftwaffe e de mãe francesa.

## Biografia
Na adolescência,  Christine foi bailarina da Ópera de Munique e estreou no cinema com sete anos, num filme que a tornou popular na Alemanha. Aos 18 anos, casou-se com o ator norte-americano Tony Curtis, que conheceu durante as filmagens de Taras Bulba e com quem teve um casal de filhos, divorciando-se em 1968.
Ela continuou então a carreira de atriz no cinema, interrompida durante os anos do casamento, e fez alguns filmes populares principalmente na Alemanha.
Em seus últimos anos Christine fazia trabalhos esparsos como atriz, a maioria deles na TV alemã, dedicando-se, principalmente, a uma sólida carreira como mulher de negócios, tendo lançado sua própria linha de cosméticos de muito sucesso na Alemanha. Seus livros sobre beleza e saúde são best-sellers no país. Falava fluentemente francês e alemão, e também inglês.
Recebeu o Globo de Ouro de atriz estreante mais promissora de 1962, aos 16 anos, junto com Jane Fonda e Ann-Margret.
Em 1999, aos 54 anos, posou nua para a edição alemã da revista Playboy. Recebeu da imprensa o título de "avó mais bonita da Alemanha".
Morreu em 28 de março de 2017, aos 72 anos, de leucemia.